# Bédeille (Pyrénées-Atlantiques)
Pour les articles homonymes, voir Bédeille.
Bédeille est une commune française, située dans le département des Pyrénées-Atlantiques en région Nouvelle-Aquitaine.

## Géographie

### Localisation
La commune de Bédeille se trouve dans le département des Pyrénées-Atlantiques, en région Nouvelle-Aquitaine.
Elle se situe à 32 km par la route de Pau, préfecture du département, et à 17 km de Morlaàs, bureau centralisateur du canton du Pays de Morlaàs et du Montanérès dont dépend la commune depuis 2015 pour les élections départementales. 
La commune fait en outre partie du bassin de vie de Lembeye.
Les communes les plus proches sont : 
Escaunets (1,9 km), Sedze-Maubecq (2,1 km), Villenave-près-Béarn (2,1 km), Séron (2,8 km), Lombia (3,4 km), Urost (4,0 km), Baleix (4,1 km), Lespourcy (4,2 km).
Sur le plan historique et culturel, Bédeille fait partie de la province du Béarn, qui fut également un État et qui présente une unité historique et culturelle à laquelle s’oppose une diversité frappante de paysages au relief tourmenté.

### Communes limitrophes
Les communes limitrophes sont  Escaunets, Lombia, Sedze-Maubecq, Séron et Villenave-près-Béarn.
|               | Villenave-près-Béarn (Hautes-Pyrénées) |                             |
| Sedze-Maubecq | Bédeille                               | Escaunets (Hautes-Pyrénées) |
| Lombia        | Séron (Hautes-Pyrénées)                |                             |

À l'est, Villenave-près-Béarn, Escaunets et Séron sont dans une enclave des Hautes-Pyrénées dans les Pyrénées-Atlantiques.

### Hydrographie

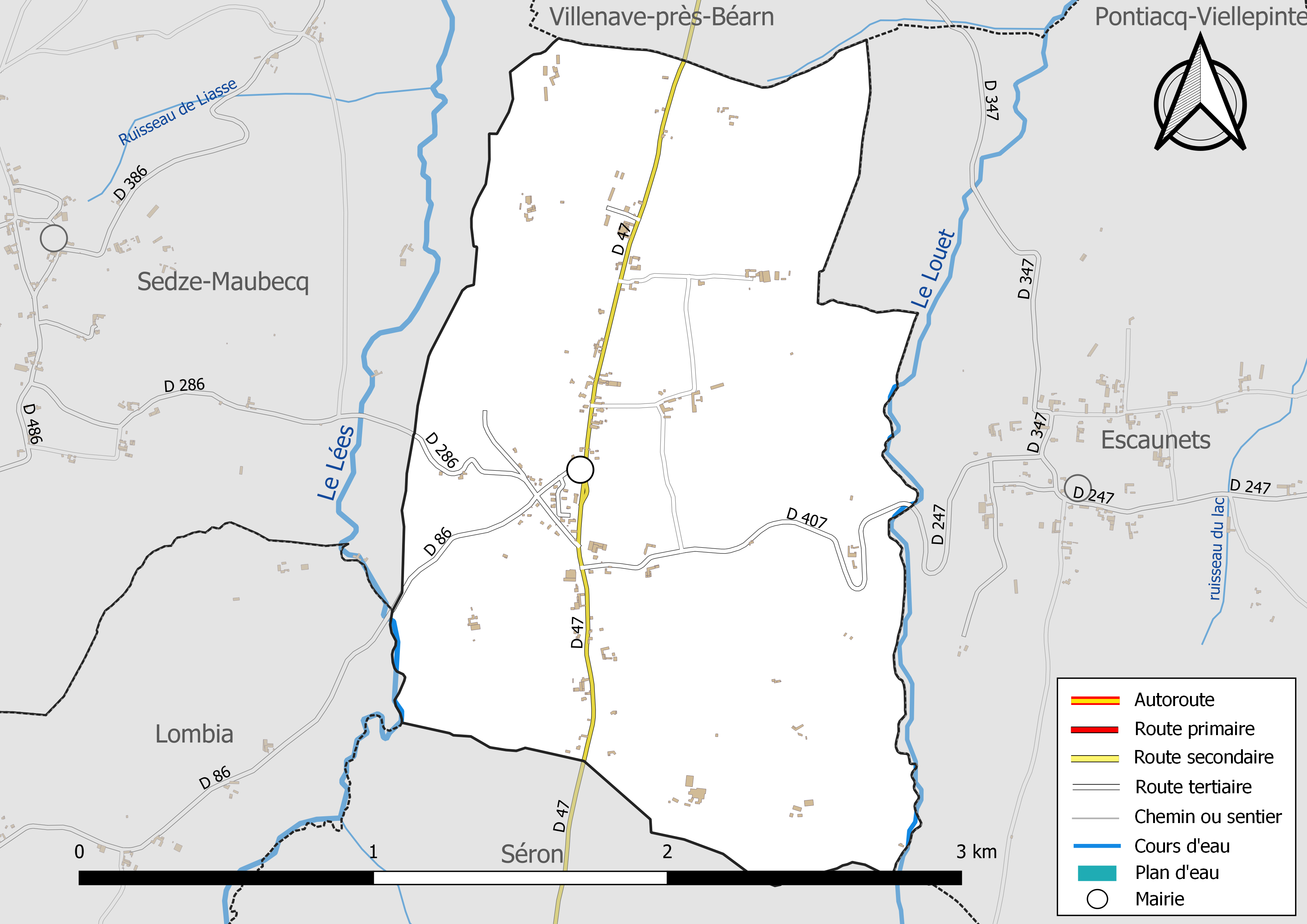
Réseaux hydrographique et routier de Bédeille.

La commune est drainée par le Léez, le Louet,.
Le Léez (56 km) prend sa source dans la commune de Gardères et s'écoule du sud vers le nord. Il longe le territoire communal sur une petite section au sud-ouest et constitue une limite séparative avec Lombia. Il se jette dans l'Adour à Barcelonne-du-Gers, après avoir traversé 31 communes.
Le Louet, d'une longueur totale de 44,3 km, prend sa source dans la commune de Gardères et s'écoule du sud vers le nord. Il traverse la commune et se jette dans l'Adour à Castelnau-Rivière-Basse, après avoir traversé 22 communes.

### Climat
Pour des articles plus généraux, voir Climat de la Nouvelle-Aquitaine et Climat des Pyrénées-Atlantiques.
Historiquement, la commune est exposée à un climat de montagne.  
En 2020, Météo-France publie une typologie des climats de la France métropolitaine dans laquelle la commune est toujours exposée à un climat de montagne et est dans la région climatique Pyrénées atlantiques, caractérisée par une pluviométrie élevée (>1 200 mm/an) en toutes saisons, des hivers très doux (7,5 °C en plaine) et des vents faibles.
Pour la période 1971-2000, la température annuelle moyenne est de 12,4 °C, avec une amplitude thermique annuelle de 14,4 °C. Le cumul annuel moyen de précipitations est de 1 161 mm, avec 11,5 jours de précipitations en janvier et 8,6 jours en juillet. Pour la période 1991-2020, la température moyenne annuelle observée sur la station météorologique la plus proche, située sur la commune de Ger à 11 km à vol d'oiseau, est de 12,4 °C et le cumul annuel moyen de précipitations est de 1 344,5 mm,. Pour l'avenir, les paramètres climatiques de la commune estimés pour 2050 selon différents scénarios d’émission de gaz à effet de serre sont consultables sur un site dédié publié par Météo-France en novembre 2022.

### Milieux naturels et biodiversité
Aucun espace naturel présentant un intérêt patrimonial n'est recensé sur la commune dans l'inventaire national du patrimoine naturel,,.

## Urbanisme

### Typologie
Au 1er janvier 2024, Bédeille est catégorisée commune rurale à habitat dispersé, selon la nouvelle grille communale de densité à sept niveaux définie par l'Insee en 2022.
Elle est située hors unité urbaine. Par ailleurs la commune fait partie de l'aire d'attraction de Pau, dont elle est une commune de la couronne,. Cette aire, qui regroupe 227 communes, est catégorisée dans les aires de 200 000 à moins de 700 000 habitants,.

### Occupation des sols

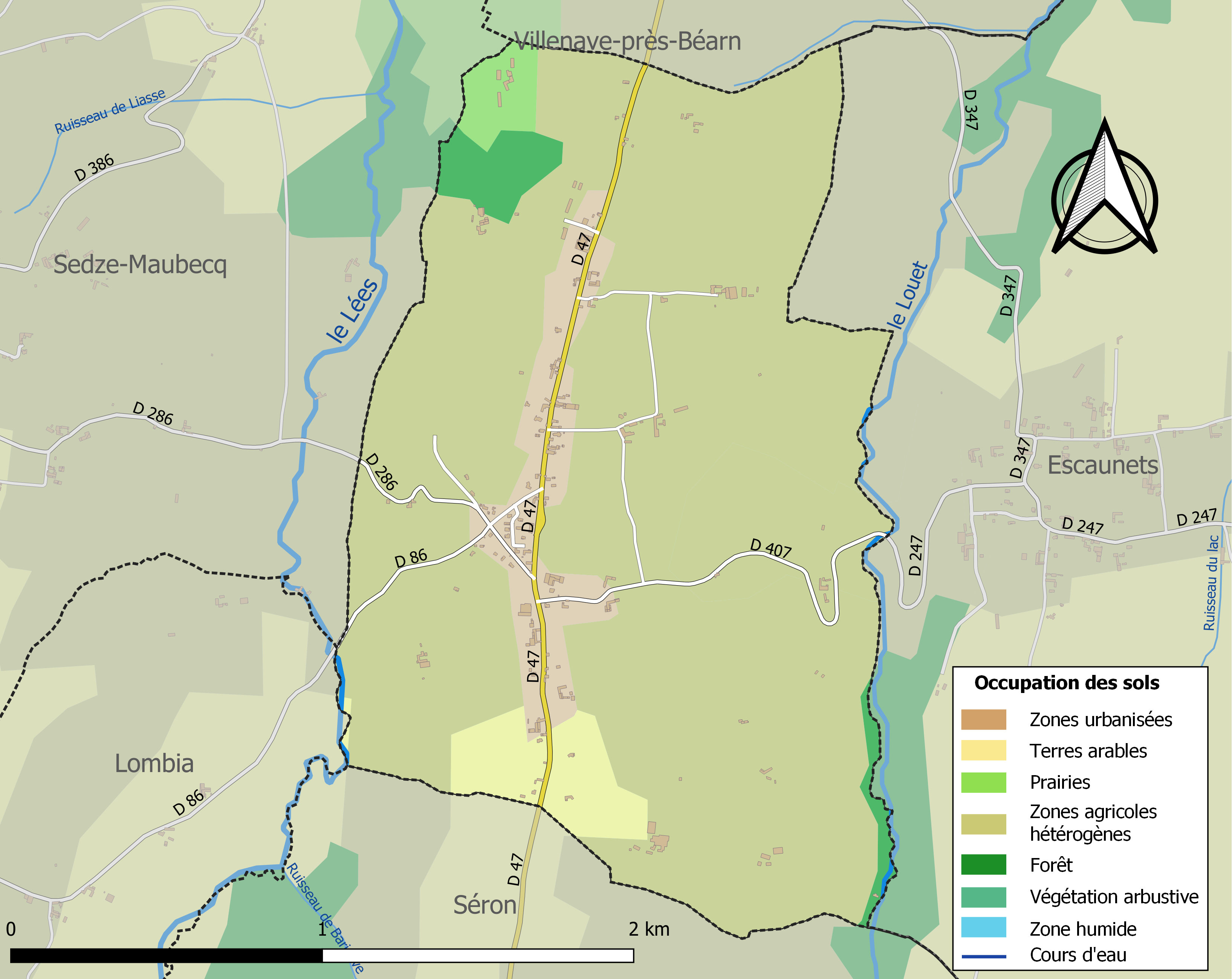
Carte des infrastructures et de l'occupation des sols de la commune en 2018 (CLC).

L'occupation des sols de la commune, telle qu'elle ressort de la base de données européenne d’occupation biophysique des sols Corine Land Cover (CLC), est marquée par l'importance des territoires agricoles (89,4 % en 2018), une proportion identique à celle de 1990 (89,4 %). La répartition détaillée en 2018 est la suivante : 
zones agricoles hétérogènes (83,5 %), zones urbanisées (7,3 %), terres arables (4,3 %), forêts (3,3 %), prairies (1,6 %). L'évolution de l’occupation des sols de la commune et de ses infrastructures peut être observée sur les différentes représentations cartographiques du territoire : la carte de Cassini (XVIIIe siècle), la carte d'état-major (1820-1866) et les cartes ou photos aériennes de l'IGN pour la période actuelle (1950 à aujourd'hui).

### Lieux-dits et hameaux
- Arramoun ;
- Castet de Clavère ;
- Jougla ;
- Pouey.

### Voies de communication et transports
La commune est desservie par les routes départementales 47, 286 et 407.

### Risques majeurs
Le territoire de la commune de Bédeille est vulnérable à différents aléas naturels : météorologiques (tempête, orage, neige, grand froid, canicule ou sécheresse), inondations et séisme (sismicité modérée). Il est également exposé à un risque technologique,  le transport de matières dangereuses, et à un risque particulier : le risque de radon. Un site publié par le BRGM permet d'évaluer simplement et rapidement les risques d'un bien localisé soit par son adresse soit par le numéro de sa parcelle.

#### Risques naturels
Certaines parties du territoire communal sont susceptibles d’être affectées par le risque d’inondation par une crue à  débordement lent de cours d'eau, notamment le Louet et le Léez. La commune a été reconnue en état de catastrophe naturelle au titre des dommages causés par les inondations et coulées de boue survenues en 1982, 2008 et 2009,.

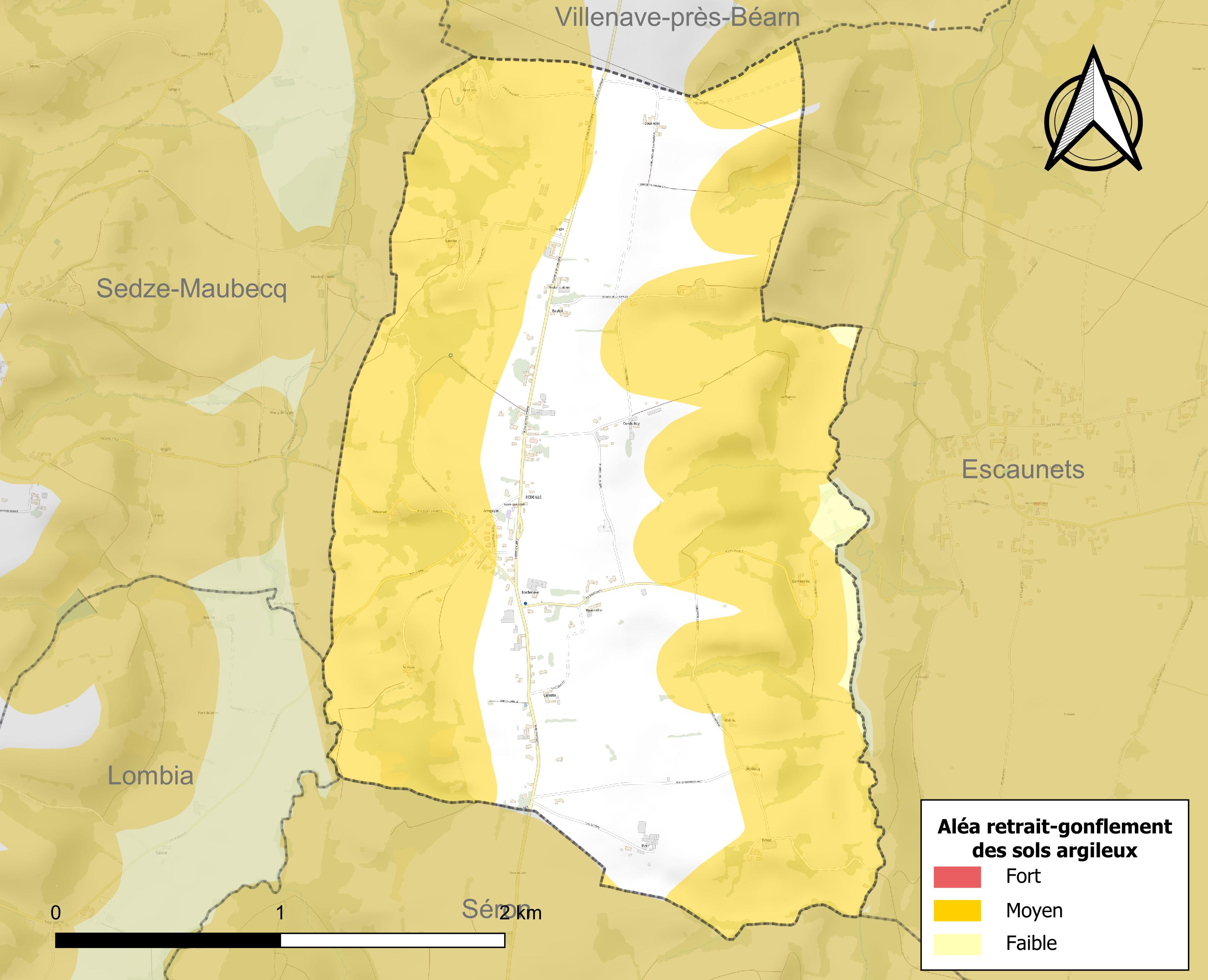
Carte des zones d'aléa retrait-gonflement des sols argileux de Bédeille.

Le retrait-gonflement des sols argileux est susceptible d'engendrer des dommages importants aux bâtiments en cas d’alternance de périodes de sécheresse et de pluie. 64,7 % de la superficie communale est en aléa moyen ou fort (59 % au niveau départemental et 48,5 % au niveau national). Depuis le 1er octobre 2020, en application de la loi ELAN, différentes contraintes s'imposent aux vendeurs, maîtres d'ouvrages ou constructeurs de biens situés dans une zone classée en aléa moyen ou fort,.

#### Risque particulier
Dans plusieurs parties du territoire national, le radon, accumulé dans certains logements ou autres locaux, peut constituer une source significative d’exposition de la population aux rayonnements ionisants. Selon la classification de 2018, la commune de Bédeille est classée en zone 2, à savoir zone à potentiel radon faible mais sur lesquelles des facteurs géologiques particuliers peuvent faciliter le transfert du radon vers les bâtiments.

## Toponymie
Le toponyme Bédeille apparaît sous les formes 
Avedele (1101, cartulaire de Lescar), 
Bedelhe (1402, censier de Béarn), 
Vedelha et Avedelha (1429 pour ces deux formes, censier de Bigorre) et 
Abedeille (1682, réformation de Béarn).
Son nom béarnais est Avedelha ou Oedélhe.
Le toponyme Clavère est mentionné en 1862 dans le dictionnaire topographique Béarn-Pays basque.

## Histoire
Fragments d’histoire (d’après l’abbé Cup-Pucheu)[réf. nécessaire]
Terre de franc-alleu, ce village n’a pas eu de seigneur pendant le Moyen Âge. Le monastère de Saint-Pée y percevait des droits sur l’église. Au Xe siècle, un habitant, « Bonus » se fit religieux de ce monastère et lui donna une partie des revenus de l’église.
En 1101 cette église devint une possession des chanoines de Lescar (cartulaire de l'abbaye de Saint-Pé).

### Généalogie des souverains de Bédeille
La terre de Bédeille fut une possession directe des vicomtes de Béarn pendant plusieurs siècles, jusqu’au jour où elle fut concédée à titre de souveraineté à un membre de la Maison de Foix. Dans un censier de 1402, il est question des redevances que le vicomte de Béarn perçoit à Bédeille.
Le vicomte Jean de Foix qui régna en Béarn de 1412 à 1436 eut pour successeur son fils Gaston XII de Béarn. Il avait en outre deux enfants naturels qui furent créés barons : Jean, baron de Miossens et Bernard qui lui, épousa Catherine de Gerderest et devint baron de Gerderest. Il reçut la terre de Bédeille.
Ce dernier eut un fils, Jean de Béarn, et une fille, Eléonore de Béarn, mariée à son cousin Roger de Gramond. Il prit part et se signala à la campagne de Guyenne en 1449 et 1451.
Jean de Béarn son fils, seigneur et baron de Gerderest épousa Marguerite de Gramond, conspira avec les seigneurs de Coarraze et d’Andoins contre la vicomtesse de Béarn, fut condamné à mort et décapité dans le château de Montaner en 1488. Ses biens furent confisqués. Il laissait trois enfants : Bertrand, Roger et Catherine qui épousa son cousin François de Miossens, petit-fils de Jean de Béarn.
Bertrand de Béarn Gerderest obtint en 1490 mainlevée de la saisie des biens de son père.
En 1502, il devint sénéchal de Béarn. Il épousa une dame d’Andoins dont il eut deux fils :
- François ;
- Bernard de Béarn, seigneur de Meillon.

En qualité de sénéchal il donna des lettres de sauvegarde aux habitants de Colslédaa contre Gaston de Foix, baron qui les avait maltraités.
François de Béarn, baron de Gerderest, seigneur de Bédeille, Castagnède, Mur et autres lieux, se maria en 1524 à Anne de Pardailhan Armagnac. En 1534, il présenta à la cure de Bédeille, ce qui causa un procès. Son fils Gabriel lui succéda.
Gabriel de Béarn, baron de Gerderest, seigneur de Bédeille et autres lieux, chevalier de l’Ordre du Roi, fut l’un des chefs les plus importants du parti catholique. Il vendit la seigneurie de Bédeille au seigneur d’Idron à titre de rachat. Les deux étaient catholiques ; leurs revenus furent confisqués. Il n’eut pas d’enfant et mourut à Navarrenx en 1569.
Quelques années plus tard le souverain de Béarn, Henri de Navarre, futur Henri IV, donna à la Maison d’Albret Miossens les biens confisqués au baron de Gerderest. La seigneurie de Bédeille fut comprise dans cette donation qui fut faite à Henri d’Albret.
Ces biens ne sortaient pas de la famille car la bisaïeule d’Henri d’Albret était une Gerderest.
Henri d’Albret, premier du nom, baron de Miossens, Coarraze et Gerderest, sire de Pons etc., capitaine de Lourdes, s’intitule le premier « Souverain de Bédeille ». Né vers 1536, il fut élevé à Coarraze pendant quelque temps avec Henri de Bourbon, futur Henri IV.
Sa mère Suzanne de Bourbon avait été gouvernante du jeune prince.
Il épousa en 1563 Catherine de Stuer de Caussade et devenu veuf, Antoinette de Pons, fille héritière du Sire de Pons. Il embrassa la réforme, combattit dans l’armée de Coligny à la bataille de Montcontour, le 13 mars 1569. Il reçut les biens confisqués à Gabriel, baron de Gerderest, suivit le roi de Navarre à la cour et n’échappa au massacre de la Saint-Barthélémy que grâce à l’intervention de Marguerite de Valois, reine de Navarre.
En 1575 il fut nommé lieutenant général et il réussit par sa douceur et son habileté à faire rentrer la Bigorre en l’obéissance d’Henri IV. En récompense le roi lui donna, à titre héréditaire, le gouvernement des châteaux de Lourdes et de Mauvezin.
Il eut quatre enfants : 
- Appolon d’Albret, protonotaire apostolique ;
- Françoise épouse de Jean de Grossoles ;
- Claire, morte célibataire à Lourdes en 1644 ;
- Henri d’Albret qui suit.

Il mourut en 1598.
Henri d’Albret, souverain de Bédeille, baron de Coarraze, sire de Pons, seigneur de Miossens etc. vendit en 1623 le château de Beuste à Pierre de Navailles, seigneur de Mirepeix. En 1644, il hérita de sa sœur Claire. En 1648, il se démit de sa charge de gouverneur des châteaux de Lourdes et de Mauvezin en faveur de son fils François Amanieu. Il épousa Anne de Pardailhan Gordin dont il eut trois fils et six filles :
- François Alexandre qui devait lui succéder mais qui mourut avant lui en 1648, laissant un fils, Charles Amanieu, qui suit ;
- César Phébus né vers 1614, homme de guerre célèbre, maréchal de France en 1650 et mort en 1676, laissant de son mariage avec Madeleine de Guénégaud une fille unique, Marie d’Albret qui suit ;
- François Amanieu qui resta célibataire et fut tué en duel en 1672.

Les six filles sont : Toinette, Diane, Paule, autre Toinette, Jeanne et Françoise. Cette dernière épousa Henri Bernard de Miossens, comte de Sansons.
Henri d’Albret reçut le serment de fidélité de Bédeille en 1610 (B.599.83). À sa mort en 1650, son oraison funèbre fut prononcée à Pons par Mathieu d’Espruet, abbé de Grondin. Il eut pour successeur son petit-fils.
Charles Amanieu d’Albret, fils de François Alexandre épousa par dispense sa cousine germaine Marie d’Albret le 2 mars 1662, fille de César Phébus. Il n’eut pas d’enfant et il mourut en Picardie en 1678, laissant tous ses biens à sa veuve et cousine.
Marie d’Albret veuve, épousa en secondes noces Charles de Lorraine, comte d’Harcourt en 1683. Elle accorda un jour de marché aux habitants de Bédeille le 20 décembre 1688 (E.2192) et mourut à Paris le 13 juin 1692, laissant tous ses biens à son mari dont elle n’avait pas eu d’enfants.
Charles de Lorraine souverain de Bédeille, baron de Coarraze, épousa en secondes noces Thérèse Catherine de Matignon dont il eut un fils Louis.
La souveraineté de Bédeille avait été vendue par son prédécesseur aus Navailles d’Angays. Charles de Lorraine obtint l’annulation de cette vente par arrêt du Parlement de Paris le 17 janvier 1686.
Charles Louis de Lorraine, fils du précédent, souverain de Bédeille, prince de Pons, épousa en deuxièmes noces Elisabeth de Roquelaure, d’où un fils, Camille Louis.
Il vendit la baronnie de Coarraze le 11 octobre 1722 à Jean Jacques de Monaix, celle de Miossens à Raymond d’Hérèter en 1713, celle de Gerderest à Jean de Noguez vers 1711. Il s’intitulait « Souverain de Bédeille » en 1727 (B.5040).
Camille Louis de Lorraine, souverain de Bédeille, prince de Marsan, marquis de Mirauban, Saint Léger et autre lieux, lieutenant général du pays et comté de Provence, des villes d’Arles, Marseille Toulon et terres adjacentes naquit le 18 décembre 1725.
Il vécut à Paris à l’Hôtel de Bouillon, quai Malaquai. Il afferma ses biens de Bédeille. Le 5 juillet 1776 il donna un reçu de 3000 livres aux fermiers de la souveraineté et signa : le Prince de Marsan. Il mourut à Paris le 12 avril 1782. Le 11 mai suivant, on fit un service solennel dans l’église paroissiale de Bédeille.
Il avait deux sœurs : 
- Françoise Marguerite Louise Elisabeth de Lorraine qui fut abbesse de Remirement ;
- Louise Henriette Gabrielle de Lorraine, duchesse de Bouillon, qui fut héritière de son frère, elle mourut en 1788 et ses biens furent en déshérence.

Le tribunal civil de Pau dans son audience du 24 avril 1824 déclara « Vu par le Tribunal le mémoire présenté par la Direction Générale de l’Enregistrement et du Domaine par lequel elle expose que d’après la notoriété publique, la duchesse de Bouillon, souveraine de Bédeille, décéda vers la fin de 1788 sans avoir laissé d’héritier connus ; qu’elle possédait des immeubles situés dans la commune de Bédeille qui sont restés longtemps abandonnés et ensuite indûment régis par les différents maires qui se sont succédé ; la duchesse de Bouillon n’ayant pas d’héritier connu ni d’enfant naturel, sa succession est acquise à l’État d’après l’art 768 du Code civil. Le tribunal statuant sur la demande de l’Administration de l’Enregistrement et du Domaine, nomme Me Laffite, avoué près le tribunal, curateur de la succession vacante de Mme la duchesse de Bouillon pour les biens qu’elle a laissé et qu’elle possédait dans la commune de Bédeille ».
Il fut procédé aux publications aux fins d’obtenir l’envoi en possession de ces biens, faites à Pau, Lescar, Gan, Garlin, Lembeye, Morlaas, Nay, Bédeille et Pontacq. Personne ne s’étant présenté pour recueillir la succession, le Domaine en prit possession. Le tribunal dans son audience du 14 juillet 1828 condamne le curateur et tout détenteur des biens de cette succession à rendre compte au Receveur des revenus perçus sous la déduction des dépenses. Ces biens furent d’abord affermés et plus tard vendus.

### La souveraineté
Sous le haut patronage du souverain, la communauté se gouvernait dans une totale indépendance de la France. La justice y était exercée par quatre jurats qui jugeaient en première instance. On pouvait faire appel de leur décision auprès d’un chancelier et dans certains cas auprès du prince lui-même. On disposait d’un pilori pour les malfaiteurs et d’une halle pour les marchés ; il y avait un notaire qui se servait de papier non timbré.
La communauté défendait jalousement tous ses privilèges et son indépendance. Quelques événements font connaître son attitude à l’égard de la France.

### Épizootie de 1776
Cette épidémie ravagea le Béarn. Afin d’arrêter le fléau, le parlement de Pau ordonna d’assommer tous les animaux sains ou malades, appartenant à la même maison dès qu’un cas s’y déclarait. L’épizootie se déclara à Bédeille le 2 juin 1776. Aussitôt quatre soldats et un officier qui se trouvaient dans le voisinage de cette commune y accoururent pour abattre le bétail. Les habitants leur firent comprendre qu’ils n’avaient pas le droit d’entrer dans leurs terres, ni par conséquent celui d’inspecter leurs maisons ou leurs granges. Devant ce refus, les soldats prirent les armes et livrèrent combat aux habitants de ce lieu. L’un des quatre soldats fut tué et les trois autres blessés. Cette action arriva vite aux oreilles du commandant de Pau qui, ce jour-là, envoya à Bédeille vingt dragons bien armés pour y faire respecter par la force les ordonnances.

### Pacages
Pendant deux siècles, Bédeille fut en procès avec les communes voisines au sujet des pacages. Vers 1668, Escaunets et Villenave prétendaient user des pacages de Bédeille. Dans la même époque Sedze émit les mêmes prétentions, Séron suivit. Ce dernier procès dura longtemps. Un acte notarié du 27 avril 1702 déclare que cinq témoins de Villenave, Sedze et Lombia proches voisins de Bédeille, ayant mis les mains sur les quatre saints Évangiles, ont déclaré «  que le lieu d’Avédeilhe n’est ni du pays de Bigorre ni du pays de Béarn, mais que c’est un lieu neutre et que les habitants ne payent pas de taille ni aucun autre subside et qu’ils ne se servent pas de papier timbré mais bien du commun et que c’est donc une souveraineté ».
Ces procès se terminèrent en reconnaissance du droit réciproque de compascuité.

### Le marché
Le marché datait de 1688. Il fut accordé à Bédeille par Marie d’Albret épouse de Charles de Lorraine. La charte de concession stipule : « Le syndic des sujets de notre souveraineté de Bédeille nous a très humblement remontré que le village de Bédeille est situé entre les souverainetés de Béarn et comté de Bigorre et qu’il en est comme le passage, ce qui leur donne un commerce considérable, lequel pourrait de beaucoup augmenter s’il avait un marché établi chaque semaine et par le moyen duquel tous nos dits sujets recevraient une grande utilité ainsi que les voisins de notre dite souveraineté.
Nous, à ces causes et autres considérations, ayant en vue le bien et utilité de nos sujets, désirant les traiter favorablement, avons créé au dit village de Bédeille et établi par les présentes ; érigeons et établissons un marché le mercredi de chaque semaine, voulons qu’au jour de marché et pour toujours, tous marchands puissent aller et venir au marché de Bédeille, séjourner et échanger et vendre toutes sortes de marchandises licites et permises sans payer aucun droits et deniers que ceux qui sont accoutumés être payés aux autres marchés voisins. Permettons à nos sujets de faire bâtir les halles, tréteaux et autres choses qui leur seront nécessaires en ce lieu.
À Bédeille le 20 décembre 1688. Marie d’Albret. (E.2192) »
Ce marché perdit vite de son importance. Plusieurs fois on invita les habitants des communes voisines à venir nombreux y faire leurs tractations. Dans une délibération  de la communauté du 4 avril 1771, 42 chefs de famille décidèrent de «  nommer deux syndics chargés de faire les diligences nécessaires en vue de rétablir le marché qui était établi anciennement dans la souveraineté les mercredis de chaque semaine. »
De nouvelles démarches furent faites vers 1868. Le maire de Bédeille adressa aux villageois voisins un appel où il leur disait : « Les habitants de Bédeille se sont engagés à mener bestiaux et toutes espèces et autres provisions sous peine d’amende. Il est impossible aux habitants de Bédeille de faire seuls un grand marché. En conséquence, la commune de Bédeille propose aux habitants des communes voisines de vouloir s’engager de la même manière que Bédeille…Quel bonheur et quel avantage pour les villages voisins d’avoir un marché si près… »
De son côté, le conseil général des Basses-Pyrénées dans sa session du mois d’août 1885, sur la proposition de M. Rey Henri émit un avis favorable à la demande de Bédeille tendant à la création de deux foires annuelles, le 1er janvier et le 25 septembre.
Ces appels ne furent pas entendus. Les difficultés que présentait le débouché des marchandises, le peu de trafic et la méfiance des populations empêchèrent le marché de se développer.
Au commencement du XXe siècle, quelques ménagères apportaient sous la halle des légumes et des œufs, des épiciers et des marchands de drap venus de Vic-en-Bigorre ou de Lembeye constituèrent ce marché qui disparut définitivement vers 1914.

### Dernières réactions de la souveraineté
Lorsqu'en 1790, Mme Macaye de Pinsun et le baron d’Uhart commissaire du roi pour la formation du département des Basses-Pyrénées, constituaient le canton de Montaner, ils éprouvèrent une surprise : Bédeille se réclamait fièrement de sa qualité de souveraineté et le syndic protesta contre l’union avec le canton de Montaner.
Les commissaires du roi écrivirent le 2 juillet 1790 à ce sujet : « Bédeille est l’objet de cette lettre que nous avons l’honneur de vous écrire. Toutes les lettres  circulaires et particulières que nous avons adressées à cette communauté sont restées sans réponse.
M. de Boucheporn n’attribuait d’abord son silence et son retard à nous procurer la liste des citoyens actifs qu’à la négligence générale. Il a été informé enfin que l’huissier porteur d’une ordonnance qui avait pour effet de procurer cette liste avait été menacé d’être pendu ainsi que les autres commissaires qui se présenteraient de nouveau à Bédeille. On lui a appris en même temps que ces mesures étaient fondées sur l’indépendance absolue dans laquelle la communauté de Bédeille prétend être par rapport à la France. Il est en effet constant qu’elle n’a été jusqu’à présent imposée comme faisant partie ni de la généralité d’Auch à laquelle elle confine, ni de la Bigorre ni du Béarn dans lequel elle se trouve enclavée. Elle n’a reçu d’aucun de ces États des ordres pour les corvées, les milices et autres objets de service public. On nous a assuré qu’elle ne ressortissait pas aux Parlements, Chambre des Comptes, Cour des Aides de Pau, Toulouse, Bordeaux et Montauban et que les habitants prévenus de crimes ne recouraient pas au roi  pour obtenir des lettres de grâce et M. Boucheporn s’est plus particulièrement informé auprès de M. Casalis avocat au Parlement de Pau de l’état des présentations de cette communauté dont sa maison de campagne est voisine. Cet avocat lui a confirmé la vérité des faits dont nous venons de faire l’exposé et il lui en a parlé avec d’autant plus de connaissance qu’il est en quelque sorte l’unique juge sous le nom de Chancelier, des différends qui s’élèvent entre les habitants de Bédeille.
M. de Boucheporn a donc du renoncer à l’espérance d’obtenir la liste des citoyens actifs de Bédeille »

### Fin de la souveraineté
En 1794, Bertrand Barrère député des Hautes-Pyrénées possédait des biens à Bédeille du fait de sa grand-mère Neys. Il demanda à la Convention la suppression et le rattachement à la France de plusieurs souverainetés. Bédeille fut annexée au canton de Montaner.

### Derniers vestiges
Les derniers souvenirs de la souveraineté disparurent au commencement du XXe siècle :
- le pilori fut brûlé à l’occasion d’une fête patronale ;
- la cloche portant une belle inscription rappelant l’état ancien fut fondue en 1920 et remplacée par une nouvelle ;
- la halle tombait en ruine et en 1936 elle fut démolie. Sur son emplacement fut construit un arrêt de bus ;
- le notariat disparut en 1914 à la mort de Me Carenne qui s’intitulait toujours « Notaire de Bédeille ». Son successeur Me Gueit-Dessus réunit à Montaner les études de Peyraube et Bédeille ;
- Le marché disparut en 1914.

## Politique et administration

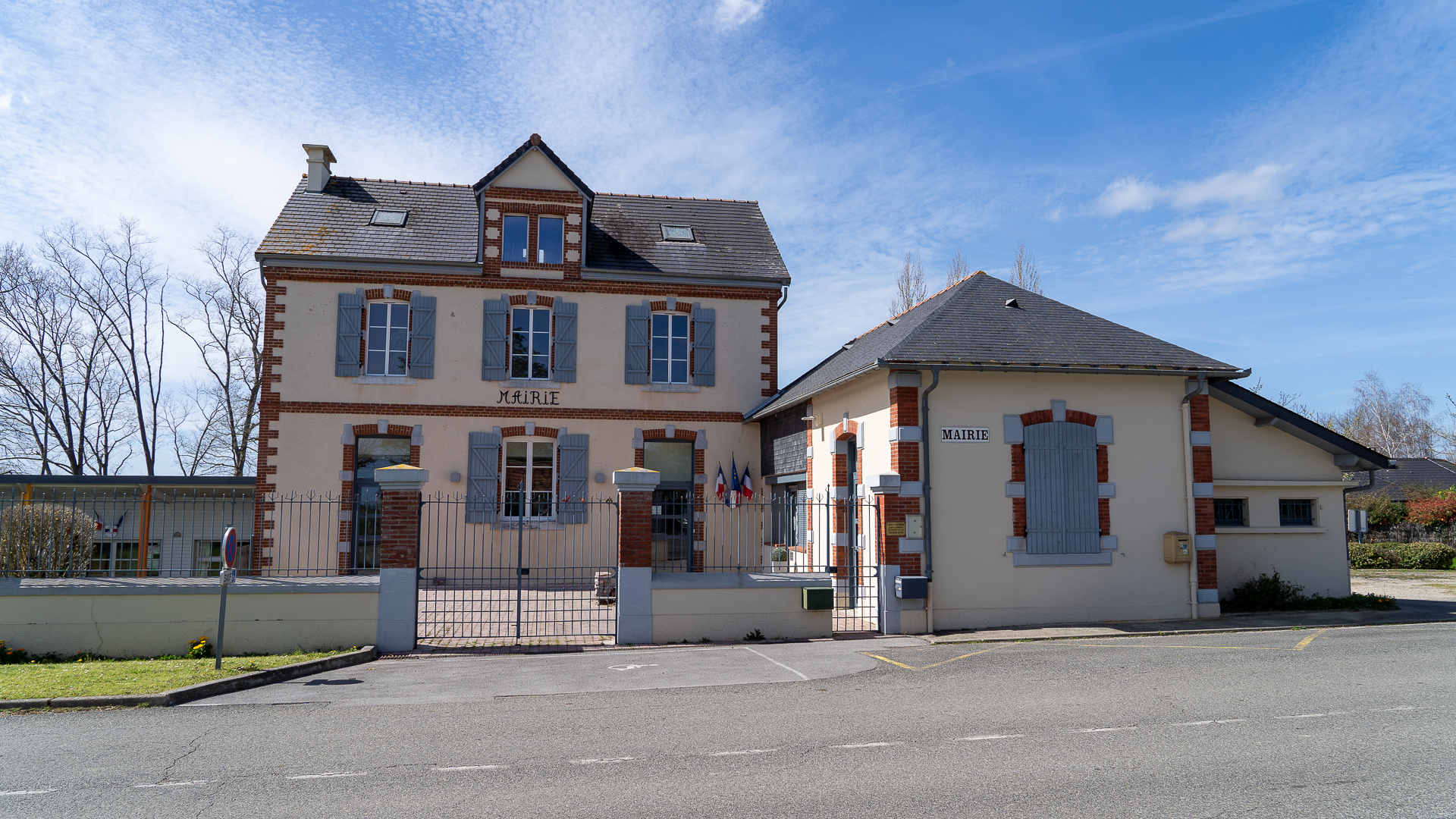
La mairie de Bédeille.

| Période                                  | Période  | Identité         | Étiquette | Qualité     |
| ---------------------------------------- | -------- | ---------------- | --------- | ----------- |
| avant 1995                               | 1995     | Claude Layous    | DVD       |             |
| 1995                                     | 2008     | Alexis Ruyer     |           |             |
| 2008                                     | 2014     | Renaud Deboaisne |           |             |
| 2014                                     | En cours | Francis Sebat    | DLF       | Agriculteur |
| Les données manquantes sont à compléter. |          |                  |           |             |

### Intercommunalité
Bédeille fait partie de cinq structures intercommunales :
- la communauté de communes du Nord-Est Béarn ;
- le SIVOM des 3 collines ;
- le SIVOM du canton de Montaner ;
- le syndicat d'énergie des Pyrénées-Atlantiques ;
- le syndicat intercommunal d'alimentation en eau potable (SIAEP) du Vic-Bilh Montanérès.

## Population et société

### Démographie
L'évolution du nombre d'habitants est connue à travers les recensements de la population effectués dans la commune depuis 1793. Pour les communes de moins de 10 000 habitants, une enquête de recensement portant sur toute la population est réalisée tous les cinq ans, les populations de référence des années intermédiaires étant quant à elles estimées par interpolation ou extrapolation. Pour la commune, le premier recensement exhaustif entrant dans le cadre du nouveau dispositif a été réalisé en 2004.

En 2022, la commune comptait 207 habitants, en évolution de −0,48 % par rapport à 2016 (Pyrénées-Atlantiques : +3,78 %, France hors Mayotte : +2,11 %).
| 1793 | 1800 | 1821 | 1831 | 1836 | 1841 | 1846 | 1851 | 1856 |
| ---- | ---- | ---- | ---- | ---- | ---- | ---- | ---- | ---- |
| 297  | 123  | 321  | 338  | 330  | 310  | 354  | 347  | 349  |

| 1861 | 1866 | 1872 | 1876 | 1881 | 1886 | 1891 | 1896 | 1901 |
| ---- | ---- | ---- | ---- | ---- | ---- | ---- | ---- | ---- |
| 388  | 316  | 292  | 305  | 310  | 312  | 289  | 270  | 252  |

| 1906 | 1911 | 1921 | 1926 | 1931 | 1936 | 1946 | 1954 | 1962 |
| ---- | ---- | ---- | ---- | ---- | ---- | ---- | ---- | ---- |
| 245  | 251  | 216  | 210  | 200  | 197  | 184  | 168  | 177  |

| 1968 | 1975 | 1982 | 1990 | 1999 | 2004 | 2006 | 2009 | 2014 |
| ---- | ---- | ---- | ---- | ---- | ---- | ---- | ---- | ---- |
| 157  | 153  | 198  | 204  | 200  | 199  | 196  | 192  | 206  |

| 2019 | 2022 | - | - | - | - | - | - | - |
| ---- | ---- | - | - | - | - | - | - | - |
| 207  | 207  | - | - | - | - | - | - | - |

Bédeille fait partie de l'aire d'attraction de Pau.

## Culture locale et patrimoine

### Patrimoine civil
Au lieu-dit Castet de Clabère, les vestiges d'un ensemble fortifié datant probablement des XIe ou XIIe siècles, témoignent du passé ancien de la commune.
Bédeille présente un ensemble de maisons et de fermes des XVIIe et XIXe siècles.
Le presbytère, date quant à lui du XVIIIe siècle. Resté durant des années en mauvais état, des rénovations ont débuté en 2021 et se sont achevés en 2022.

### Patrimoine religieux
L'église Saint-Barthélémy fut démolie en 1903 et reconstruite en 1905. Elle recèle du mobilier, des verrières, une statue et des objets inscrits à l'inventaire général du patrimoine culturel.
En 2020, la municipalité a rénové l’extérieur de l’église.

## Équipements

### Éducation
Bédeille dispose d'une école maternelle.

### Rugby à XV
L'Union sportive des enclaves et du plateau (USEP) Ger-Séron-Bédeille né de la fusion du Stade Gérois (Ger) et de l'Entente Séron-Bédeille.

## Personnalités liées à la commune
L'imprimeur Arnao Guillén de Brocar, qui imprima la Bible polyglotte d'Alcalá à l'université d'Alcalá de Henares de 1514 à 1517, y est né vers 1460.

## Pour approfondir